# Plein 1944
Plein 1944 (kortweg Plein '44 genoemd) is een plein in het stadscentrum van Nijmegen. Het plein werd in de jaren 50 van de 20e eeuw aangelegd, ter vervanging van een tijdens de Tweede Wereldoorlog verdwenen deel van de binnenstad.

## Ontstaan van het plein

### Voorgeschiedenis

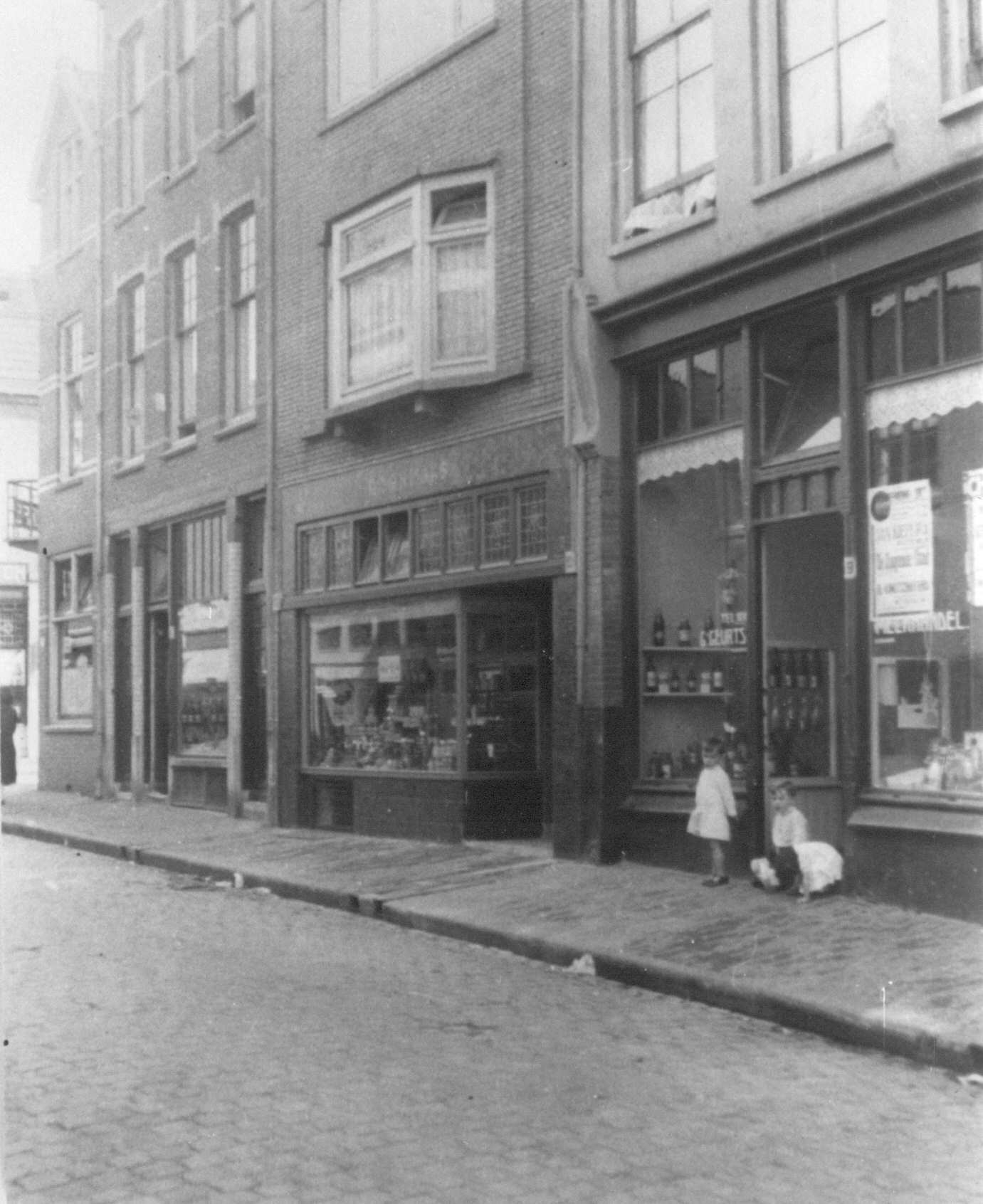
Een winkelpand aan de Zeigelbaan, ca. 1935

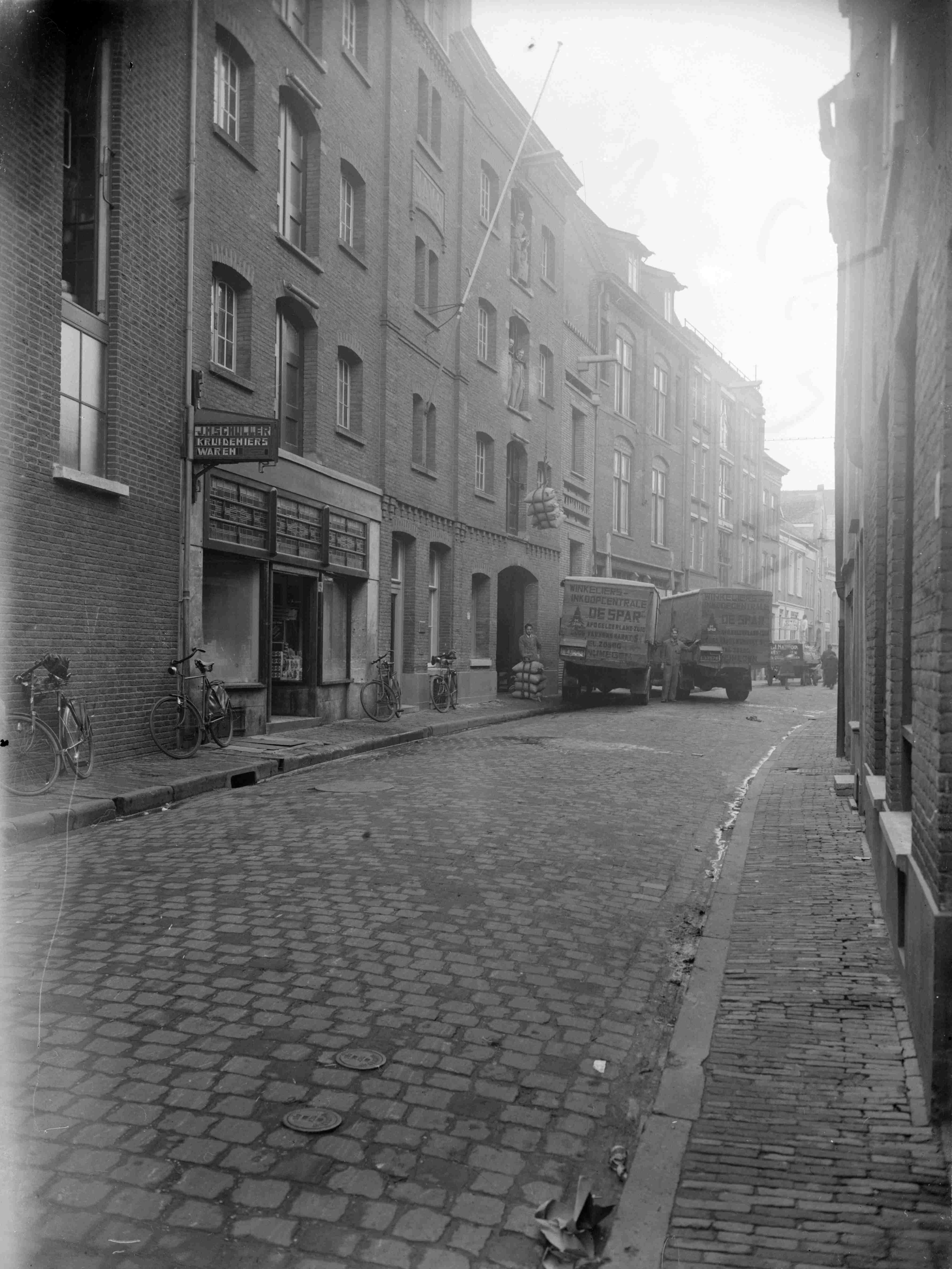
De Oude Varkensmarkt

De oorsprong van het huidige plein ligt in het geallieerde bombardement op de Nijmeegse binnenstad van 22 februari 1944, toen 177 B-24 Liberators van de Amerikaanse United States Army Air Forces een flink deel van met name de Bovenstad zwaar beschadigden. Er vielen in totaal ca. 800 doden, vrijwel allemaal burgers. 
Vooral het gebied meteen ten noorden van de Eerste Walstraat en ten westen van de kruising van de (destijds Korte) Molenstraat, Broerstraat en Ziekerstraat was na het bombardement vrijwel geheel weggevaagd. Hier had voorheen onder meer het kruispunt gelegen van de Broerstraat, Pauwelstraat, Oude Varkensmarkt en de oorspronkelijke Houtstraat. Op deze laatste straat kwamen in schuine richting ook enkele kleinere steegjes ("gassen") uit: de Rozenkransgas, de Scheidemakersgas (nu Scheidemakershof) – tevens de langste gas van de stad –, en Enigheid.
De Zwanengas liep hier ook, en deze bestaat wel nog steeds. In 1914 is deze straat al hernoemd tot de huidige naam Piersonstraat (naar de ingenieur Jan Lodewijk Pierson).
Iets zuidelijker liep tot aan het bombardement in westelijke richting eerst de Zeigelbaan, die begon bij het kruispunt van Molenstraat en Ziekerstraat en bij het kruispunt met de Bloemerstraat overging in wat toen de Kroonstraat was. Deze laatste straat ging bij het kruispunt met de Regulierstraat over in wat destijds Achter Valburg was. De vroegere Doddendaal (die na de oorlog is verlegd en vrijwel volledig herbouwd) liep iets noordelijker parallel aan deze paar straten, en begon eveneens aan de Bloemerstraat.
Al deze straten vormden samen in de oude binnenstad een belangrijke oost-westverbinding tussen aan de ene kant de Broerstraat en Molenstraat en aan de andere kant (richting het Kronenburgerpark) de Parkweg. 

### Herinrichting van het centrum en aanleg van het plein (1947-1955)
Bij de plannen in het kader van de wederopbouw in de eerste jaren na 1945 werd besloten om de zwaar beschadigde Nijmeegse binnenstad in verregaande mate opnieuw in te richten. Daarbij richtte men zich vooral op het sterk toegenomen autogebruik, waarvoor het hele stadscentrum toegankelijker moest worden gemaakt.
In 1947 koos de Nijmeegse gemeenteraad, na eerst twee plannen afgewezen te hebben, voor het wederopbouwplan van B. Fokkinga. Onder meer moest het vooroorlogse stratenpatroon – dat onder meer werd gekenmerkt door veel kleine en smalle gassen – vervangen worden door een rechte verbinding tussen het centraal station en de Grote Markt. Verder werd besloten om op de plek van het hierboven beschreven deel van de binnenstad dat door het bombardement was verdwenen een geheel nieuw, centraal gelegen plein aan te leggen; dit zou het huidige Plein 44 worden. Dit nieuwe plein moest vooral gaan dienen voor winkels en recreatie. 
De bouwwerkzaamheden vonden plaats tussen 1950 en 1955. 

#### Belangrijke wijzigingen en hernoemingen

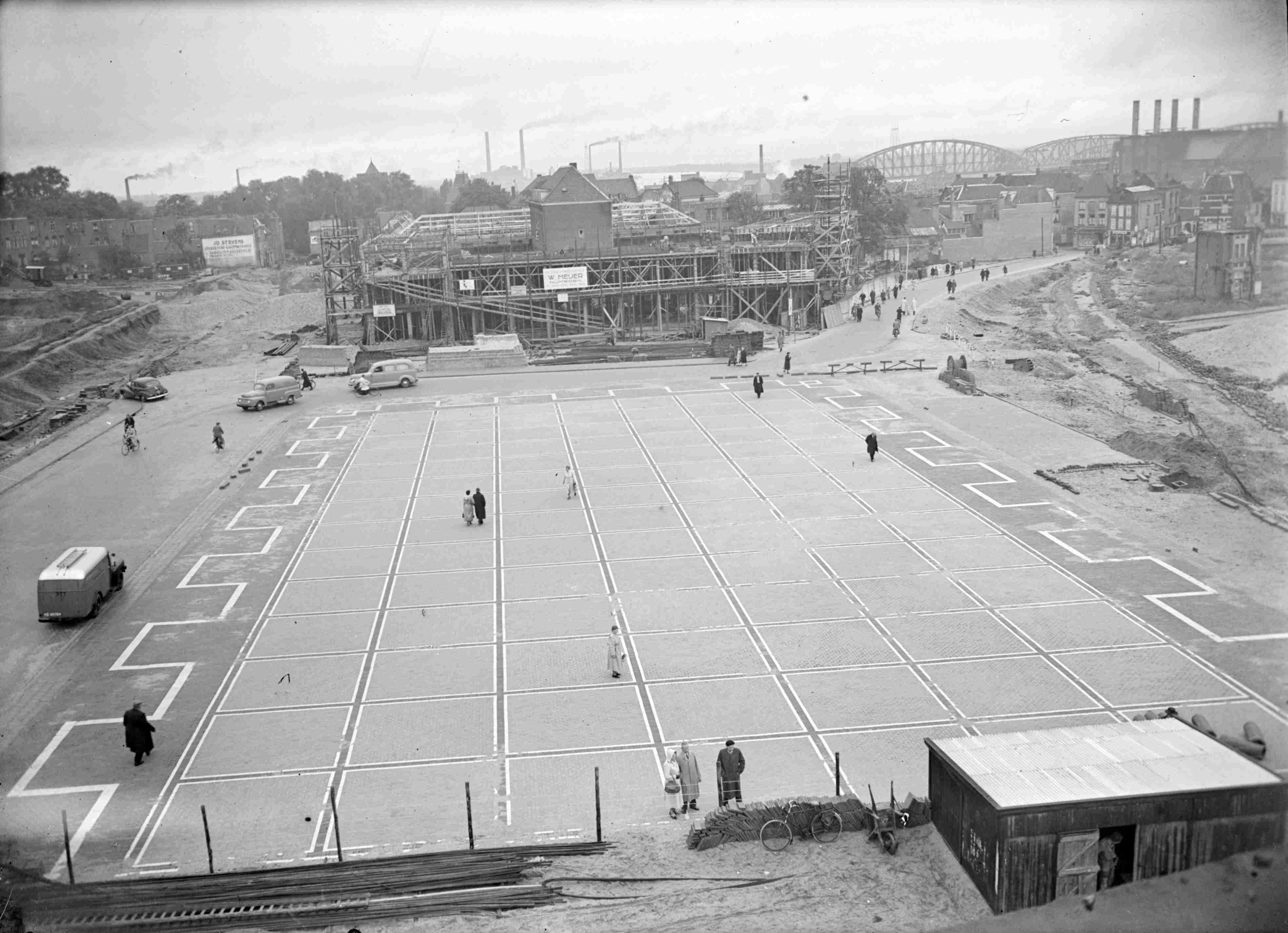
Het plein in staat van aanbouw, 1950

Ongeveer de helft van de vroegere Houtstraat (het deel in de richting van de Lange Hezelstraat, voorbij de kruising met de Bloemerstraat) bleef bij de heropbouw behouden; dit was en bleef namelijk een belangrijke winkelstraat. Een deel van de straatnamen van vóór het bombardement werd helemaal geschrapt, zoals de Zeigelbaan en Oude Varkensmarkt. In de nabijheid van het huidige Plein 44 kwam er juist een nieuwe straat bij, de Zeigelhof. 
Andere straten op en in de nabijheid van Plein 44 kregen nieuwe namen, in een aantal gevallen van een straat die tot het bombardement bijvoorbeeld parallel of in het verlengde had gelopen. De naam Doddendaal ging in 1950 over naar het stuk weg waar tot het bombardement de oorspronkelijke Kroonstraat en in het verlengde daarvan een deel van de vroegere Achter Valburg hadden gelopen. De naam Achter Valburg werd op zijn beurt in 1959 opnieuw toegewezen aan een parallel lopend verbindingsstraatje tussen de Parkdwarsstraat en Regulierstraat. Het westelijke stuk van de vroegere Doddendaal, dat het bombardement had doorstaan, werd in 1982 de Kroonstraat.
De Piersonstraat en Karrengas zijn onder dezelfde naam blijven bestaan, maar werden wat verlegd.

### Naam van het nieuwe plein
In 1950 schreef de gemeenteraad een prijsvraag uit voor een naam voor het nieuwe plein. Het voorstel Centrumplein werd afgekeurd, omdat de Duitse bezetter deze naam in 1942 al had gebruikt om het Julianapark en -plein te hernoemen. G.N. Zijlstra won uiteindelijk de wedstrijd met de naam Koning Hendrikplein, naar Hendrik VII die Nijmegen in 1230 stadsrechten verleende. Tweede werd Henny J.C. Friebel met de naam Plein 1944. 
Op 18 oktober 1950 besloot de gemeenteraad dit over te nemen en het plein kreeg de naam Koning Hendrikplein. Op 27 december 1950 werd dit door de gemeenteraad, met 28 stemmen voor en 8 tegen, alweer gewijzigd in Plein 1944, de naam die bij de prijsvraag tweede was geworden. Deze wijziging gebeurde omdat men de herinnering aan de oorlogsgebeurtenissen ook voor toekomstige generaties zo levend mogelijk wilde houden. Naast uiteraard een verwijzing naar het bombardement is de naam ook een verwijzing naar het jaar waarin de stad door de Geallieerden werd bevrijd.
Een aan het plein grenzend hofje dat in dezelfde raadsvergadering van 18 oktober 1950 de naam Hendrikhof kreeg heeft wel zijn naam behouden.

## Verschillende functies van het plein na 1950
In 1951 werd het oorlogsmonument Twee soldaten, vervaardigd door Jac Maris, op het plein onthuld.
Het plein kreeg al snel een belangrijke functie als parkeerplaats. Na een verbouwing begin jaren 80 werd het echter overwegend gekenmerkt door betonnen blokken en betonnen wanden. Nadat het plein zijn parkeerfunctie weer had verloren, werd het ervaren als een kaal en leeg plein ("leeggelopen zwembad"), dat enkel diende voor evenementen als de kermis, de Vierdaagsefeesten, een wekelijkse boekenmarkt, carnaval en de kerstmarkt. De bedoeling van de verbouwing was dat het een ontmoetingsplaats voor de bevolking zou worden; de meeste mensen liepen echter langs de randen waar de winkels waren. Het plein kreeg geen verblijfsfunctie. Er werden geregeld pogingen gedaan om het plein op te knappen, maar de beleving die men ervan had veranderde hierdoor niet.
Aan de westkant staat een monumentaal wederopbouwpand uit 1950. Aanvankelijk stonden er op of in de nabijheid van het plein ook nog drie bioscopen: Luxor, Centrum en Carolus, ter vervanging van bioscopen die in de oorlog verloren waren gegaan. Deze bioscopen zijn inmiddels alle drie weer opgedoekt wegens het gebrek aan bezoekers.

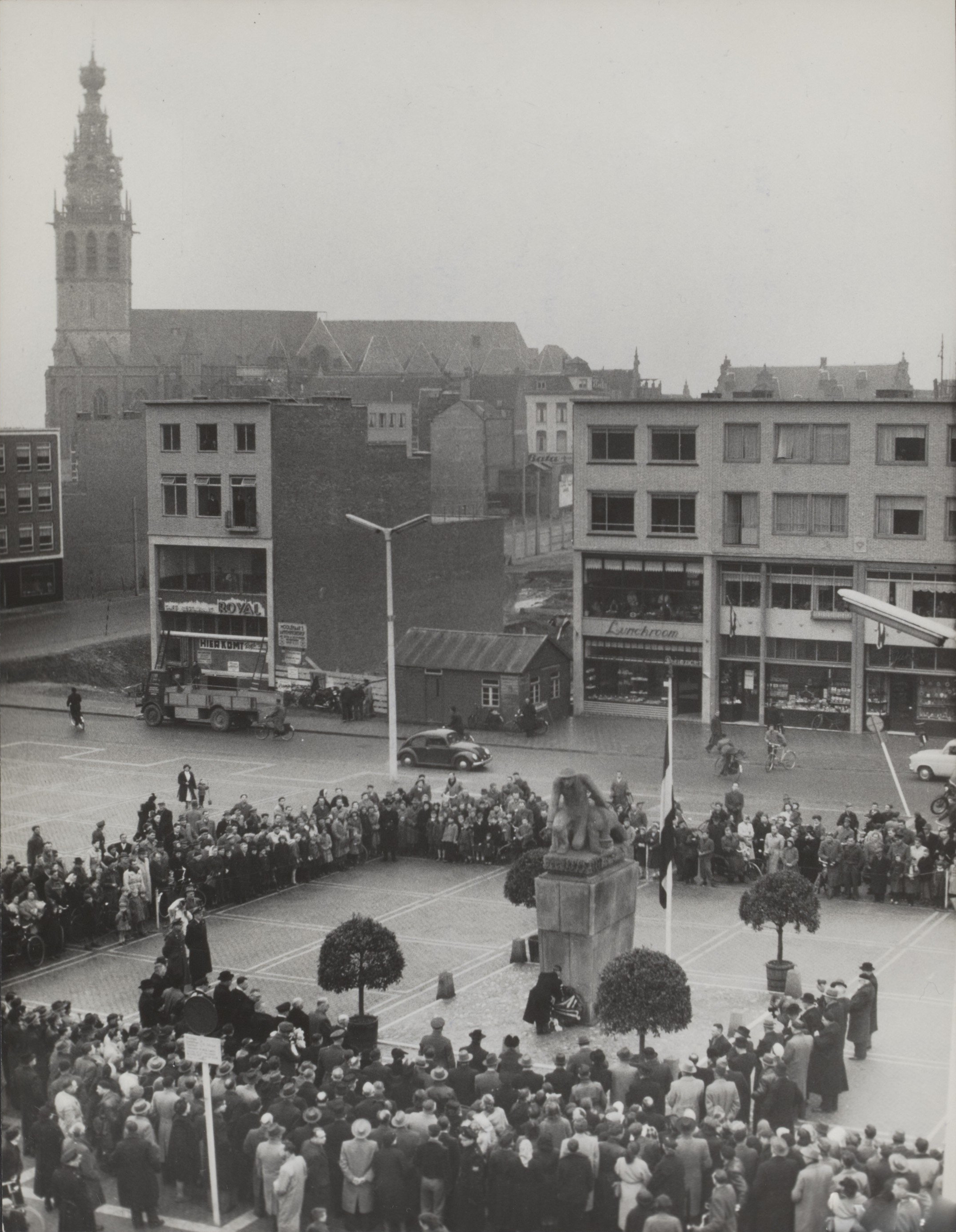
Herdenking bij het monument op Plein 1944, in 1953
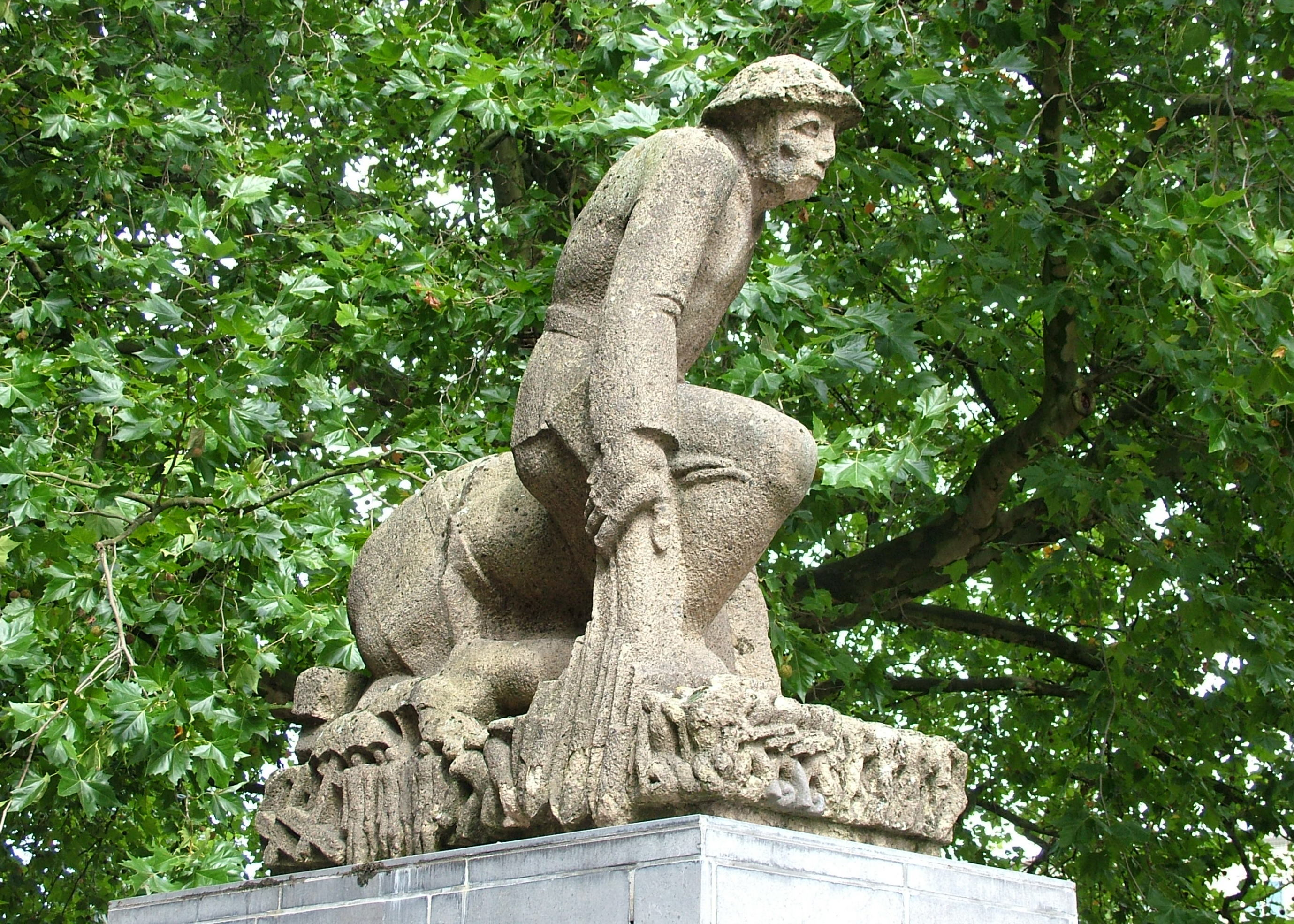
Oorlogsmonument (gemaakt door Maris) op Plein 1944

## Busstation
Bij de aanleg van het plein werd aan de westelijke zijde een busstation aangelegd, dat sinds 2013 door nieuwe bebouwing is gescheiden van het plein zelf. Het is een statisch perronbusstation. Het busstation kreeg later een overkapping, die echter in 1994 weer gesloopt werd na een gerechtelijke procedure van een aan het plein gelegen Chinees restaurant, omdat de overkapping zijn uitzicht zou beperken. Het busstation bestaat uit vier busperrons (A tot en met D) en twee haltes (E en F) aan zijstraat Doddendaal. Het busstation wordt door verschillende stads- en streeklijnen aangedaan. Sinds 2019 rijden veel lijnen niet meer via de Burchtstraat door het centrum en doen ook Plein 1944 niet meer aan.

## Park'44
In 2003 startte de Nijmeegse kunstenaar Jac. Splinter een actie Park '44 genaamd, om het kale plein op te fleuren. In juni 2003 lag enkele dagen een grasmat op het betonnen plein. Een vervolg vanuit de gemeente kreeg de actie niet direct. In mei 2005 werd, in afwachting van de verbouwing van het plein, wederom een grasmat aangelegd die tot april 2010 bleef liggen. Hierdoor nam het recreatief gebruik van het park toe.

## Vernieuwingen vanaf 2002

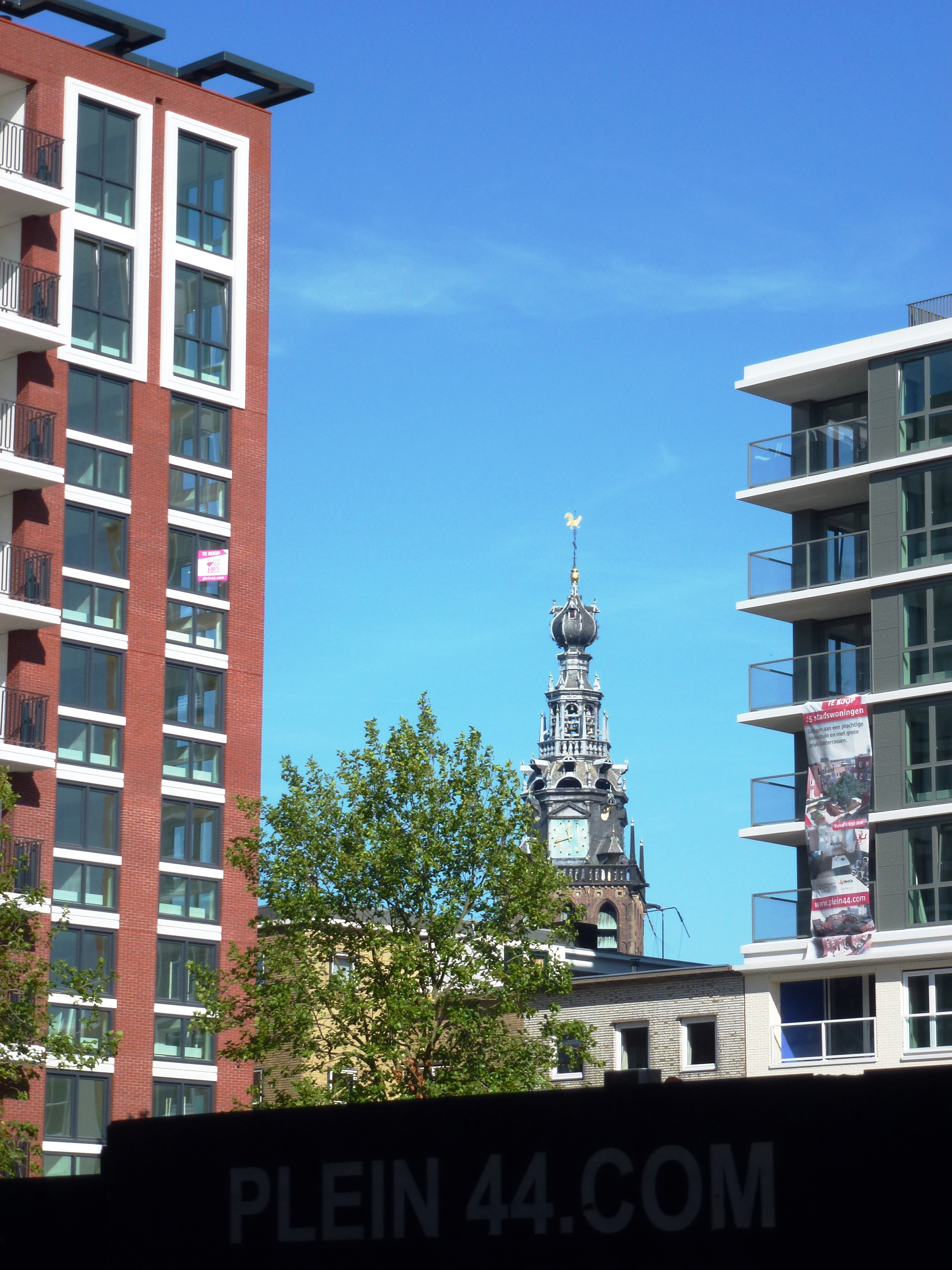
Het vernieuwde plein in 2013. Tegen de achtergrond de Stevenskerk-toren

In 2002 kwam de gemeenteraad met een plan om het plein op termijn grootschalig aan te pakken. Er werd een ontwerpwedstrijd uitgeschreven die resulteerde in plannen van acht projectontwikkelaars waarvan er door de gemeente twee geselecteerd werden. Hierover werd in 2004, gelijktijdig met de Europese parlementsverkiezingen een referendum gehouden, waarbij 23.000 mensen hun voorkeur voor een van de plannen uitspraken. Met een tweederdemeerderheid kreeg het plan Een plein voor iedereen van Soeters Van Eldonk Ponec Architecten, Buro Lubbers en ING Real Estate de voorkeur boven het plan Het Bastion van de Spaanse architect Joan Busquets. In april 2010 is begonnen met de werkzaamheden voor het aangepaste plan, dat een vervanging behelsde van een groot deel van het plein door nieuwbouw. In 2013 tot voltooiing gekomen appartementencomplexen en een parkeergarage hebben het plein teruggebracht tot ontmoetingsplaats voor buurtbewoners en passanten van beperkte omvang. De functie van centrumplein binnen de stad Nijmegen kwam hiermee te vervallen, al zijn centrale evenementen als de kermis en podia tijdens de Vierdaagsefeesten wel teruggekeerd op het plein. Tijdens de werkzaamheden stuitte men op resten van een oude stadsmuur die te bezichtigen is in de fietsenkelder onder het plein.
In 2014 werd op het plein een replica van het in 2009 verwijderde oorlogsmonument Twee soldaten van Jac. Maris geplaatst.
Eind 2023 kwam er op de hoek van het plein en de Bloemerstraat een nieuw wooncomplex gereed.

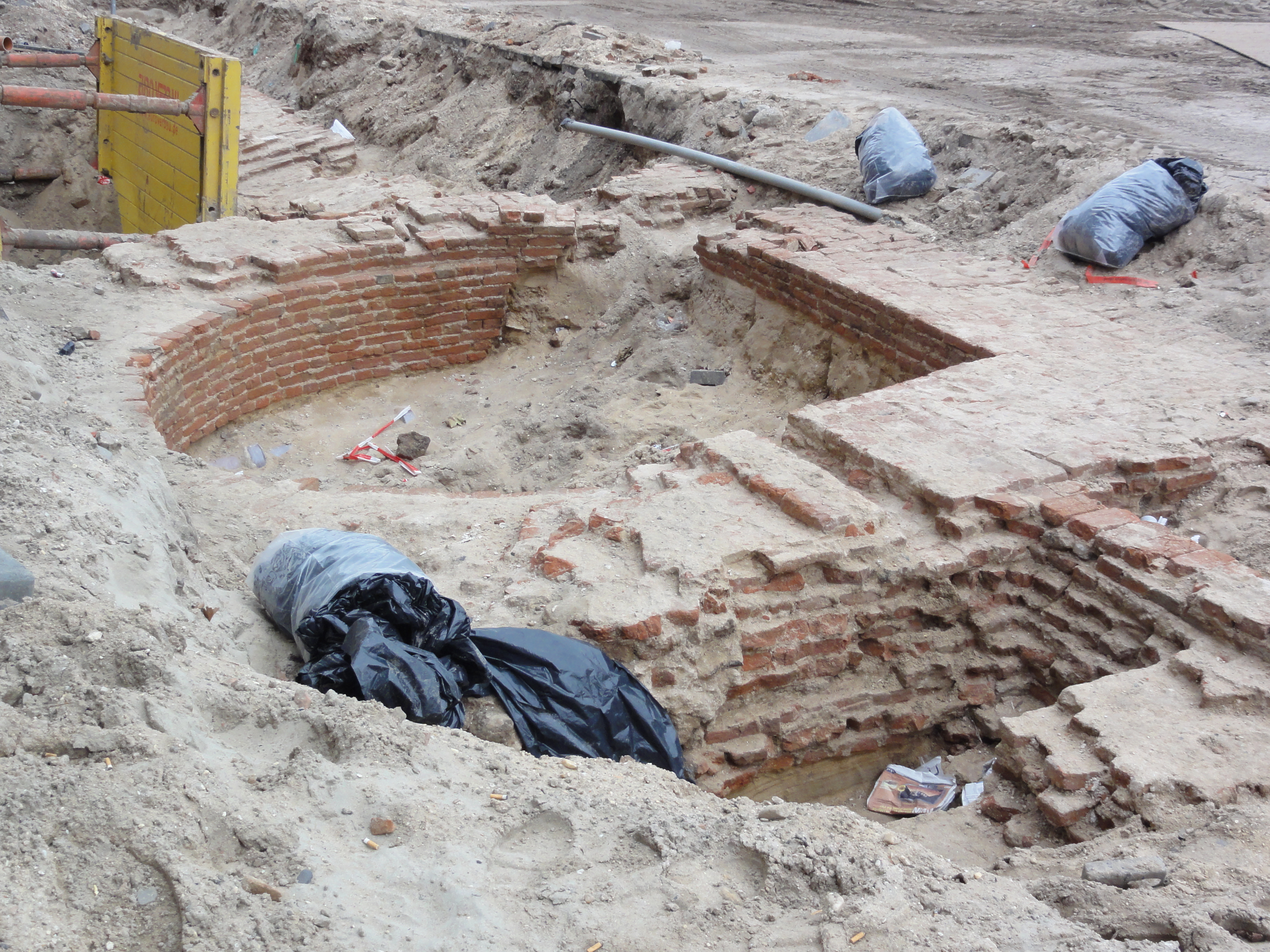
Opgravingen op Plein 1944, begin 2011
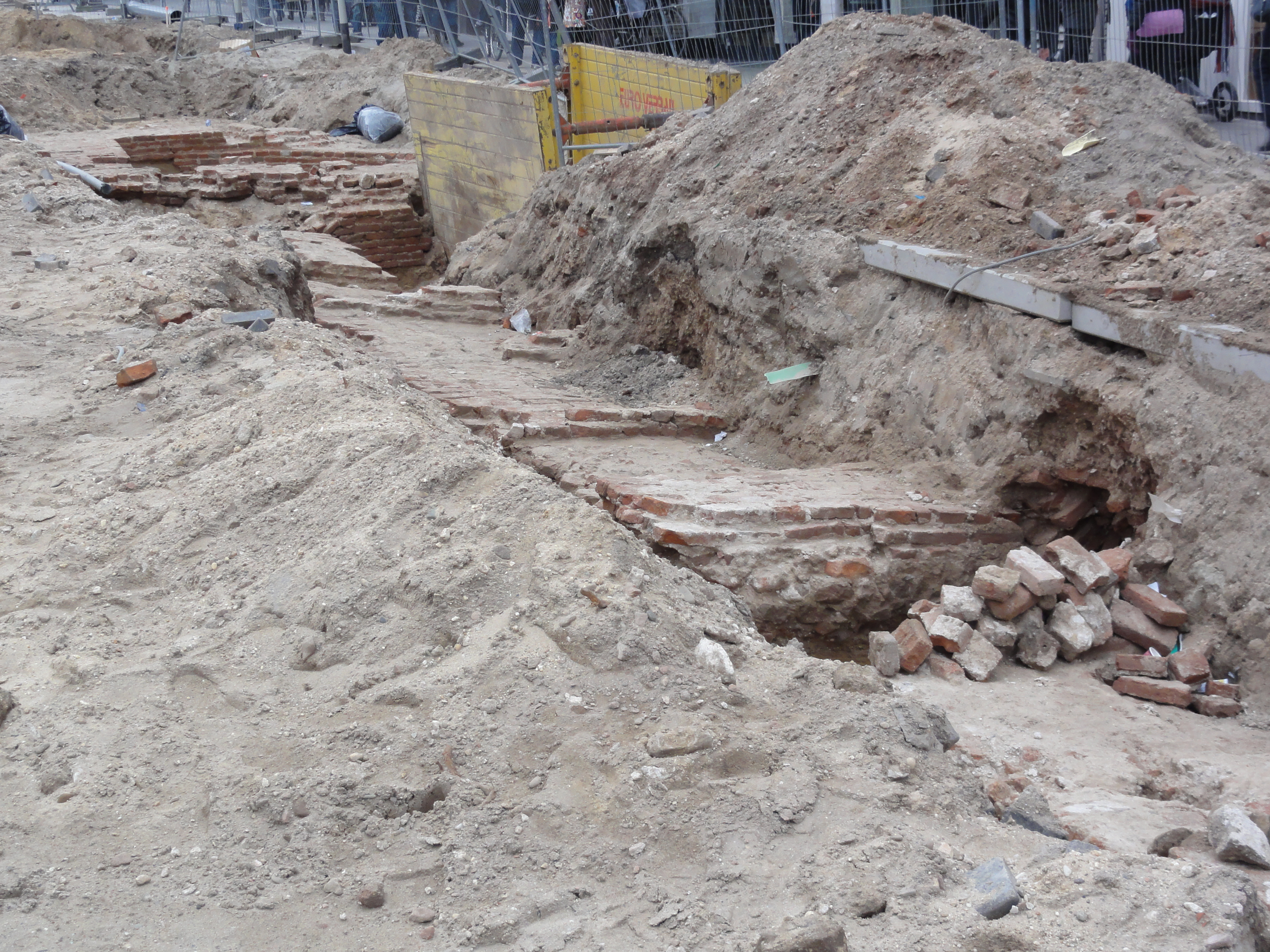
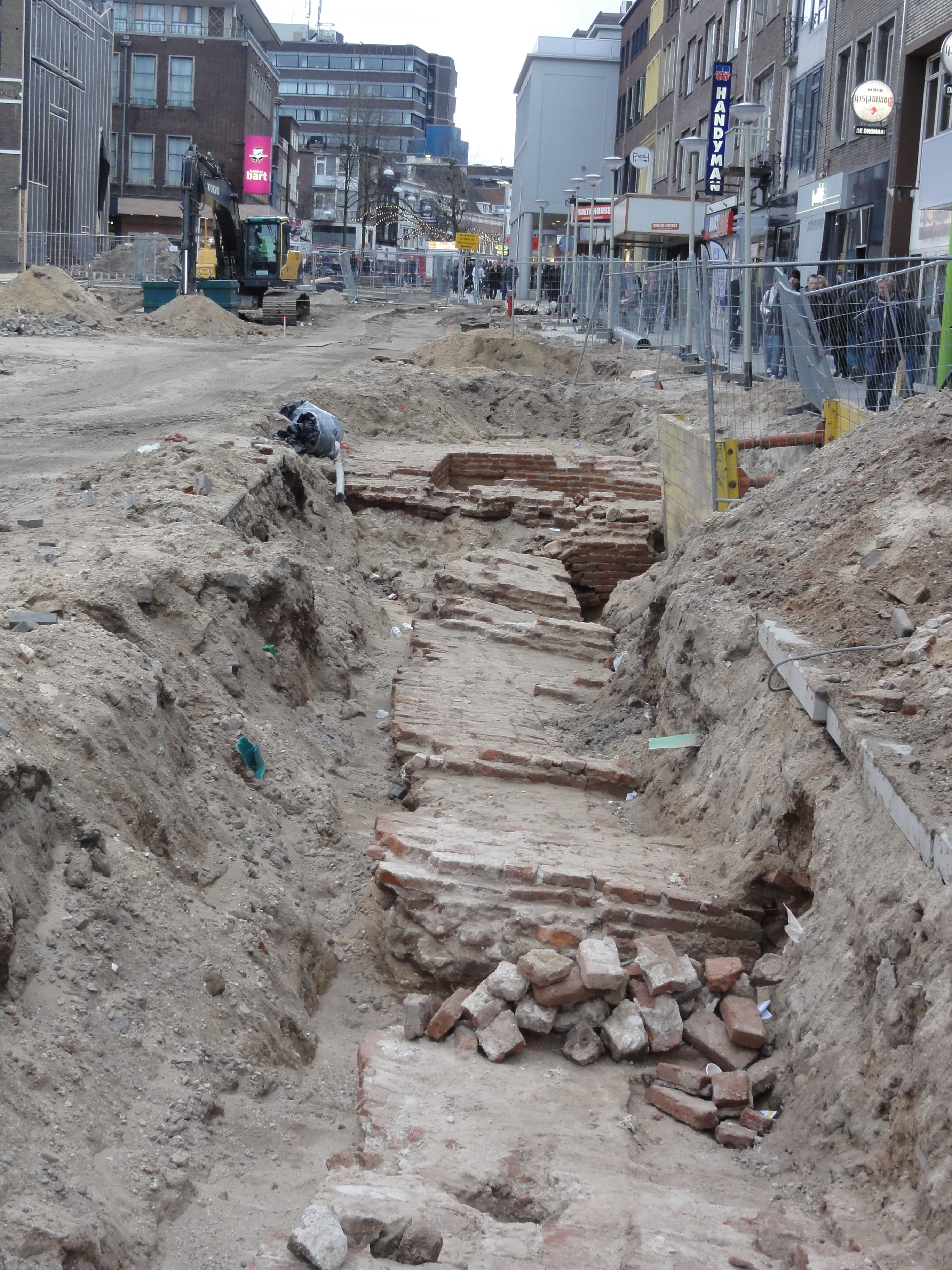